# Trond Hafstad
Trond Hafstad (1967) è un ex sciatore alpino norvegese.

## Biografia
Specialista delle prove veloci, Hafstad debuttò in campo internazionale in occasione dei Mondiali juniores di Jasná 1985 e vinse la medaglia d'oro nella discesa libera ai Campionati norvegesi del 1987; non prese parte a rassegne olimpiche né ottenne piazzamenti in Coppa del Mondo o ai Campionati mondiali.

## Palmarès

### Campionati norvegesi
- 1 medaglia (dati dalla stagione 1986-1987):
  - 1 oro (discesa libera[1] nel 1987)